# Românaşi
Românaşi es una comuna ubicada en el distrito de Sălaj, Rumania.

## Superficie
Posee una superficie de 66,36 kilómetros cuadrados.

## Demografía
Hasta 2021 la población era de 3118 habitantes, con una densidad de población de 46,99 habitantes por kilómetro cuadrado.